# Nishi Yosuke
Yosuke Nishi (sinh ngày 12 tháng 5 năm 1983) là một cầu thủ bóng đá người Nhật Bản.

## Sự nghiệp câu lạc bộ
Yosuke Nishi đã từng chơi cho Vegalta Sendai, Grulla Morioka và Sony Sendai.